# Seututie 749
Pour les articles homonymes, voir Route 749.
La route régionale 749 (finnois : Seututie 749) est une route régionale allant de Uusikaarlepyy jusqu'à Kokola en Finlande,.

## Description
La route régionale 749 est une route des rivages de la baie de Botnie qui va de Uusikaarlepyy jusqu'à Kokola en passant par Pietarsaari et par l'archipel de Larsmo.
La route 749 est la rocade sud de Pietarsaari et la rocade nord de Kokkola.
La route a une longueur de 69 kilomètres.
En particulier, la section de la route de l'archipel entre Pietarsaari et Kokkola s'appelle la route aux sept ponts.
Les sept ponts de la route de Pietarsaari à Kokkola sont:
| # | finnois            | suédois        |
| - | ------------------ | -------------- |
| 1 | Lammassaaren silta | Fårholmsbron   |
| 2 | Varassaarensilta   | Tjuvörsbron    |
| 3 | Storströmeninsilta | Storströmsbron |
| 4 | Gertrudinsilta     | Gertrudsbron   |
| 5 | Åköströminsilta    | Åköströmsbron  |
| 6 | Vattunginsilta     | Vattungsbron   |
| 7 | Hickarönsilta      | Hickaröbron    |

## Parcours
- Uusikaarlepyy
  - Ytterjeppo
  - keskusta
  - Soklot
- Pedersöre
  - Sundby
  - Sandsund
- Pietarsaari
- Luoto
  - Holm
  - Eugmo
- Kokkola
  - Öja
  - Ykspihlaja
  - Piispanmäki